# Trump (cão)

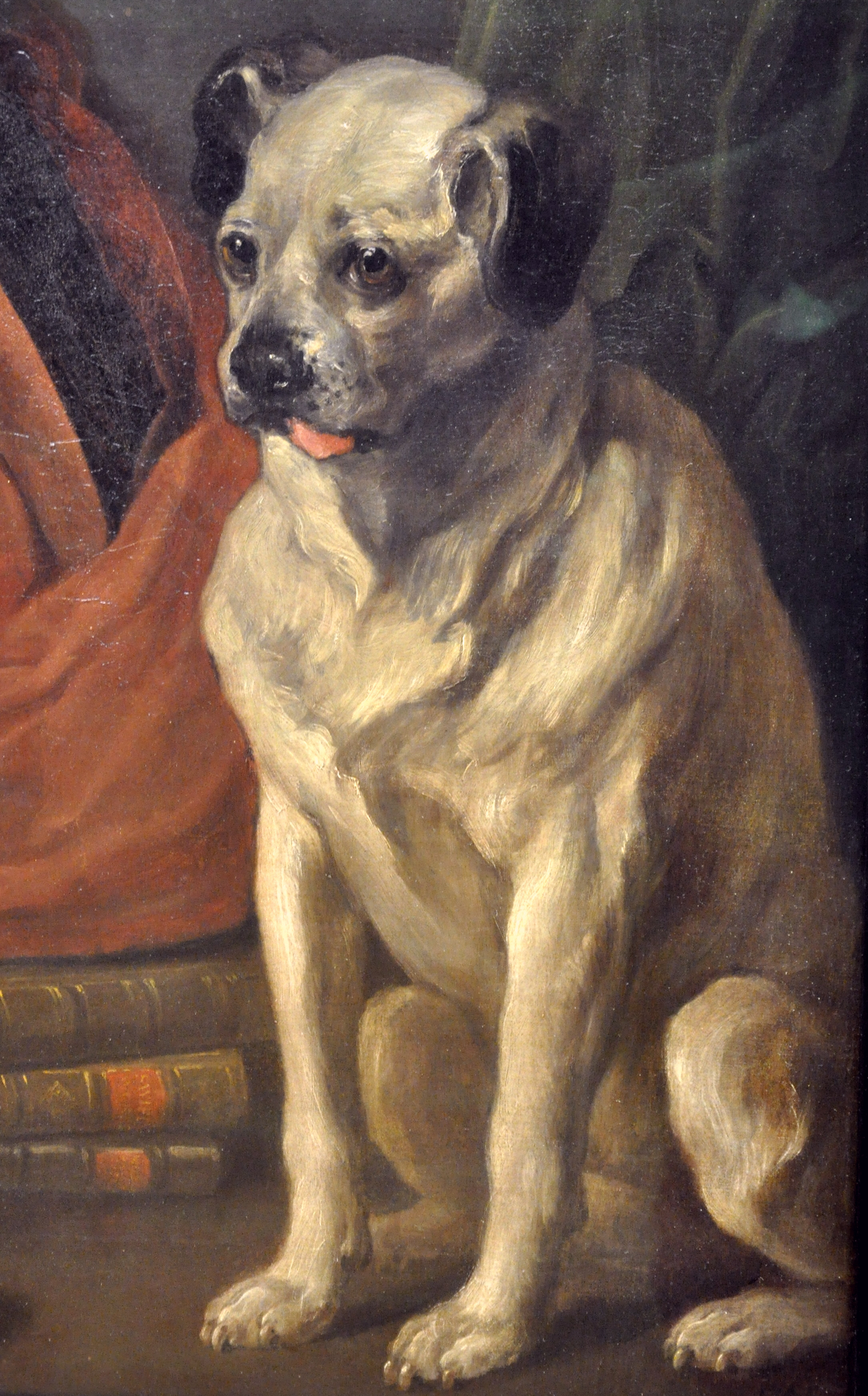
Trump (detalhe de The Painter and His Pug por William Hogarth, 1745)

Trump (c. 1730 - c. 1745) foi um cão, o pug do pintor
inglês William Hogarth. O artista pintava Trump em algumas obras, incluindo seu 1745 autorretrato The Painter and his Pug (O pintor e seu pug), na Tate Gallery.
Trump é pensado a ser o cachorro  no retrato por Hogarth de 1730  The Fountaine Family, no Museo de Arte de Philadelphia. O pug adulto na pintura de 1738 The Strode Family, na Tate Gallery, também pode ser Trump, embora que algumas fontes indicam que este é o pug de um dos sujeitos, Colonel Strode.
Louis-François Roubiliac esculpiu Trump em terracota, c. 1741, para accompanhar um busto em terracota de Hogarth.